# The Cutter - Il trafficante di diamanti
The Cutter - Il trafficante di diamanti (The Cutter) è un film del 2005 diretto da Bill Tannen, con protagonisti Chuck Norris, Joanna Pacuła, Daniel Bernhardt e Bernie Kopell.
È l'ultimo film interpretato da Chuck Norris come protagonista.

## Trama
Il trafficante e criminale russo Dirk Cross si reca in Egitto dove tre archeologi hanno rinvenuto un antico manufatto egizio di grande valore, il pettorale di Aronne. Su ordine del nazista ex-colonnello Speerman, Dirk uccide i tre e ruba il pettorale, assieme ai due diamanti di ugual valore allegati ad esso. Tornato in America il criminale su ordine di Speerman rapisce il professor Isaac Theller, abilissimo tagliatore di diamanti, superstite dell'Olocausto dove la sua famiglia fu uccisa per ordine dell'ex colonnello, per obbligarlo a tagliare i diamanti. Il giorno seguente Liz Theller, nipote di Isaac, viene rapita dagli uomini di Dirk che vogliono prenderle anche lei in ostaggio ma viene salvata dall'ex poliziotto John Sheperd. Liz e Sheperd, diventato ora investigatore privato, iniziano così ad indagare sulla scomparsa di Isaac arrivando a scoprire cosa stiano tramando Speerman e Dirk. Questi vogliono che il professore tagli i diamanti seguendo una tecnica chiamata la modifica Tolkovsky da lui stesso scoperta, per poi rivenderli insieme al pettorale. Alla fine i due riescono a trovare Dirk all'albergo dove soggiorna sotto falso nome. Sheperd segue il criminale fino a raggiungerlo su un tram, dove i due ingaggiano un feroce combattimento al termine del quale John viene messo al tappeto da Dirk che riesce a scappare. Liz invece segue la macchina di Speerman e trova il luogo dove è tenuto prigioniero suo zio, ma viene rapita anche lei da Dirk. Isaac in un momento di rabbia dopo aver rivisto Speerman, lo uccide con una coltellata. Sheperd, ripresosi, trova anche lui il posto dove sono rinchiusi Isaac e Liz. Tra lui e Dirk si scatena un nuovo scontro nel quale stavolta John riesce ad avere la meglio. Liberati i due ostaggi dalla bomba che il criminale aveva innescato, tutti e tre riescono a salvarsi prima che l'ordigno esploda uccidendo il trafficante.

## Produzione
Dopo tre anni da Birdie & Bogey, Chuck Norris torna a produrre e interpretare una nuova pellicola, The Cutter che vanta nel cast le presenze dell'attrice polacca Joanna Pacuła, dell'attore e artista marziale Daniel Bernhardt, dei veterani Bernie Kopell e Curt Lowens, della spalla di Norris Marshall R. Teague e dell'attrice Tracy Scoggins.
Il film è stato presentato il 19 novembre 2005 a Spokane dal produttore Phincas Perry, il protagonista Chuck Norris e il presidente di Nu Image Avi Lerner.
Le riprese del film si svolgono alla Università Gonzaga di Spokane (Washington) e nel resto della città. Iniziano il 24 ottobre 2004 e terminano il 16 marzo 2005, in parallelo con quelle di Walker Texas Ranger - Processo infuocato. Il budget del film è di circa 6 milioni di dollari Il film è prodotto da Nu Image.

## Distribuzione
Il film è stato destinato al circuito Home video. È uscito in USA il 23 novembre 2005. Il 16 ottobre 2007 è uscita una nuova versione del DVD del film. In questa nuova versione è stato aggiunto il trailer originale del film, il tema audio anche per i non udenti, e alcuni extra speciali che includono trailer di altre opere cinematografiche prodotte dalla Millennium Films. È presente anche un cameo del fratello di Chuck, Aaron Norris.
Il 14 marzo 2006 è uscito in Italia da Rai Cinema. Viene trasmesso per la prima volta su Rai 2 nel maggio 2008, dove ha ottenuto un ascolto di 3.208.000 telespettatori pari al 14,76% di share.

## Critica
Il film ha ottenuto recensioni contrastanti da parte della critica. Uscito in USA nel marzo 2006, Scott Weinberg sul suo "DVD Talk" ha etichettato il film come "la personificazione di tutte le cose cinematograficamente superficiali" definendolo solo "un episodio di Walker Texas Ranger prolungato". Sempre su DVD Talk, ancora più pesante è David Johnson che ha detto "The Cutter nel complesso è un film mediocre, ma offre quelle scene tipiche dei film d'azione, che piacciono al pubblico, pur rimanendo un film d'azione zoppo e da addomesticare".